# Exhyalanthrax transiens
Exhyalanthrax transiens är en tvåvingeart som först beskrevs av Mario Bezzi 1921.  Exhyalanthrax transiens ingår i släktet Exhyalanthrax och familjen svävflugor. Inga underarter finns listade i Catalogue of Life.